# Belmesnil
Belmesnil – miejscowość i gmina we Francji, w regionie Normandia, w departamencie Sekwana Nadmorska.
Według danych na rok 1990 gminę zamieszkiwało 427 osób, a gęstość zaludnienia wynosiła 141 osób/km² (wśród 1421 gmin Górnej Normandii Belmesnil plasuje się na 509. miejscu pod względem liczby ludności, natomiast pod względem powierzchni na miejscu 839.).